# .la
.la je vrhovna internetska domena (country code top-level domain - ccTLD) za Laos. Domenom upravlja LA Names Corporation.

## Vanjske poveznice
- IANA .la whois informacija  Arhivirana inačica izvorne stranice od 7. rujna 2008. (Wayback Machine)